# 미나미후라노정
미나미후라노정(일본어: 南富良野町)은 일본 홋카이도 가미카와 지방 남부에 있는 정이다. 가나야마호가 있어 낚시 외에 카누나 리프팅 등 야외 활동을 체험할 수 있는 곳으로 유명하다. 이쿠토라역은 영화 《철도원》의 촬영지가 되어 지금도 영화에 사용된 의상이나 소도구 등을 전시하고 있다.
정명의 유래는 후라노시의 남부로 인접한 것에서 왔다.

## 지리
가미카와 지방 남부에 위치하며 사방이 산으로 둘러싸인 지형이다. 정의 중심지는 동부에 있는 이쿠토라 지구로, 정사무소도 이곳에 있다. 동서로 국도 38호선, 네무로 본선이 지난다. 정 동부에는 도카치 종합진흥국과의 경계가 되는 가리카치 고개가 있다.

### 기후
대륙성 기후이기 때문에 일교차가 크고 겨울의 추위는 매우 심하다.

## 역사
- 1891년 - 사금 채취자가 가나야마에 들어왔다.
- 1899년 - 소라치군 후라노촌이 소라치 지청에서 가미카와 지청으로 이관되었다.
- 1908년 - 시모후라노촌(현 후라노시)에서 분리되었다.
- 1967년 - 정으로 승격해 미나미후라노정이 되었다.
- 1999년 - 영화 《철도원》의 촬영이 이곳에서 이루어졌다.

## 경제
농업, 낙농업, 임업이 활발하다.

## 교통

### 철도
- 홋카이도 여객철도 네무로 본선

### 도로
- 국도 38호선
- 국도 237호선